# 伯克·戴
伯克·戴（英語：Burke Day；1954年4月12日—2017年3月5日），是美國的共和黨政治人物，前喬治亞州眾議院議員及作家。

## 生平
戴生於北卡羅來納州傑克遜維爾，曾在亚特兰大的莫瑟尔大学就讀，畢業後從事房地產和投資，並於喬治亞州泰比島定居。
1991年，他當選為泰比島市議會議員，至1994年出選喬治亞州眾議院，當選為州眾議院共和黨黨籍的議員，到2011年退休。
2017年3月5日，戴在泰比島的家中逝世
。